# Pallenopsis mauii
Pallenopsis mauii är en havsspindelart som beskrevs av Clark, W.C. 1958. Pallenopsis mauii ingår i släktet Pallenopsis och familjen Phoxichilidiidae. Inga underarter finns listade i Catalogue of Life.